# Parafia św. Stanisława w Smęgorzowie
Parafia św. Stanisława w Smęgorzowie – parafia rzymskokatolicka znajdująca się w diecezji tarnowskiej, w dekanacie Dąbrowa Tarnowska.
Do parafii należą wierni z miejscowości: Smęgorzów, Podradwanie i Sutków.
Kościół parafialny zbudowano w latach 1958–1966 według projektu Zygmunta Gawlika pod kierunkiem budowniczego Romana Kurka. Został konsekrowany 30 października 1966 roku przez biskupa tarnowskiego Jerzego Ablewicza.

## Proboszczowie
- ks. Stanisław Skirło[3]
- ks. Józef Gacek[4]
- ks. Jan Urbański (14 sierpnia 2009 – 20 sierpnia 2011)[5]
- ks. Bogdan Lebryk (20 sierpnia 2011 – 9 sierpnia 2015)[6]
- ks. Bogdan Więcek (9 sierpnia 2015 – 10 sierpnia 2024)[7]
- ks. Krzysztof Czaja (od 10 sierpnia 2024)[8]